# Villemareuil
Villemareuil is een gemeente in het Franse departement Seine-et-Marne (regio Île-de-France) en telt 369 inwoners (2004). De plaats maakt deel uit van het arrondissement Meaux.

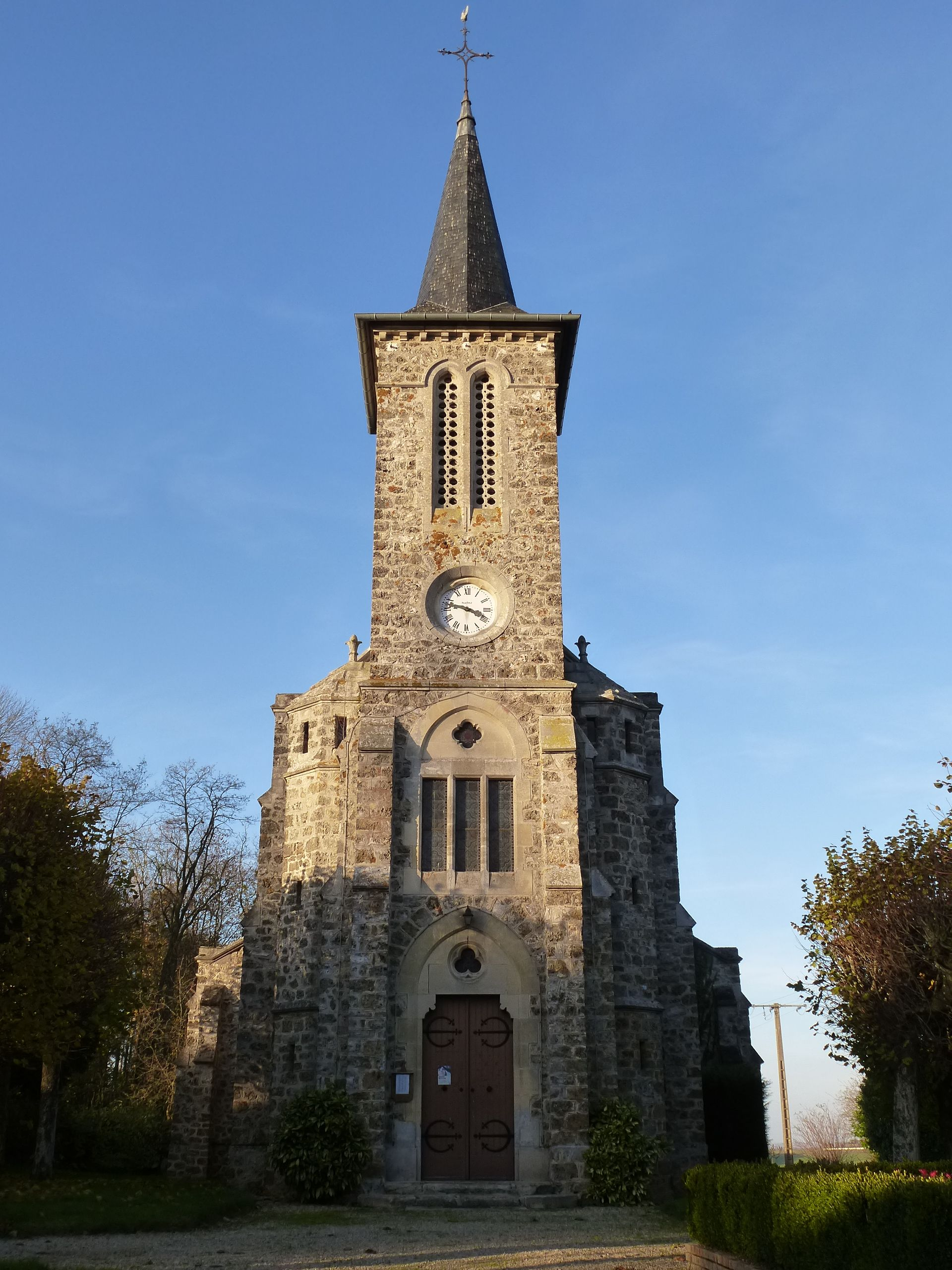
Kerk in Villemareuil
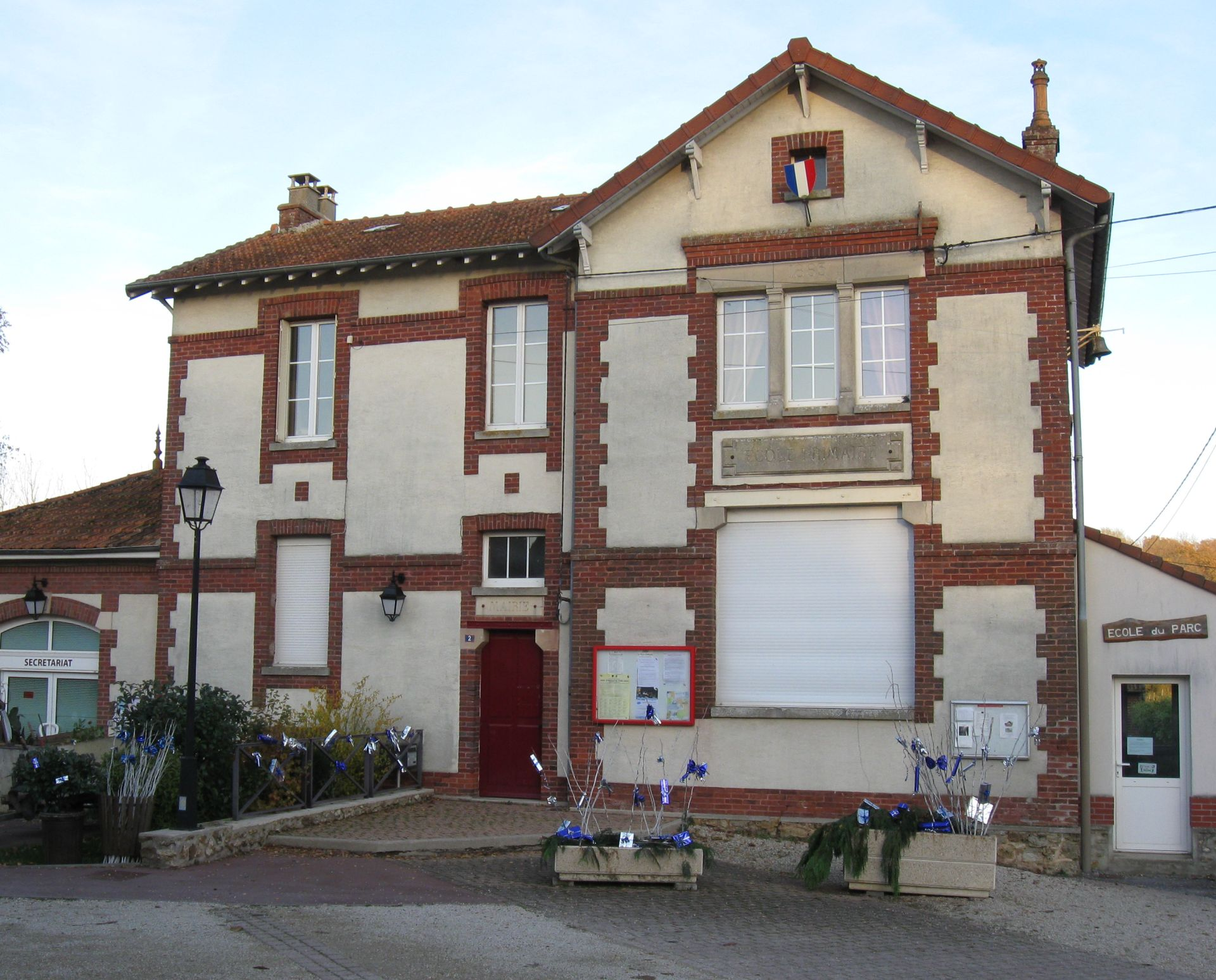
Gemeentehuis

## Geografie
De oppervlakte van Villemareuil bedraagt 10,5 km², de bevolkingsdichtheid is 35,1 inwoners per km².
De onderstaande kaart toont de ligging van Villemareuil met de belangrijkste infrastructuur en aangrenzende gemeenten.

## Demografie
Onderstaande figuur toont het verloop van het inwonertal (bron: INSEE-tellingen).